# Santuario di Nostra Signora di Fátima (Sant'Ambrogio di Torino)
Il santuario di Nostra Signora di Fátima è un luogo di culto situato nella borgata San Pietro, piccola frazione del comune di Sant'Ambrogio di Torino, appartenente alla diocesi di Susa.

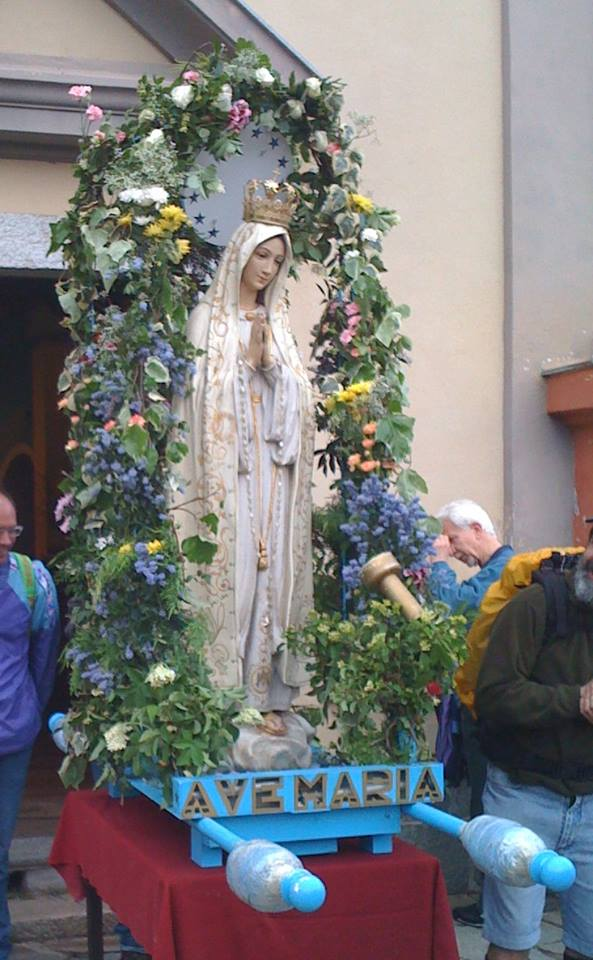
Statua lignea della Madonna di Fátima sul sagrato del Santuario in occasione della Processione a Sant'Ambrogio il primo sabato di Maggio.

## Storia
La chiesa venne edificata a partire dal 1714 ai piedi della celebre abbazia della Sacra di San Michele con la dedicazione a sant'Anna patrona della borgata, dopo l'abbandono della precedente chiesa romanica del XIII secolo già dedicata a San Pietro.
Il 6 settembre 1715, don Giuseppe Antonio Rivo prevosto di Sant'Ambrogio benedisse ufficialmente questa nuova chiesa. Nel 1861 iniziarono nuovi lavori di ampliamento della chiesa che fu benedetta ufficialmente e riaperta al culto il 27 luglio 1862 dal prevosto don Michele Giovanni Battista Morelli.
Nel 1938 su progetto dell'architetto Giovanni Clemente, dell'Accademia Albertina di Torino vennero costruite la Sacrestia ed il Campanile nella forma ancora oggi presente.

Nel 1943, il prevosto don Emilio Rossero ne propose la dedicazione alla Madonna di Fátima, come primo santuario italiano dedicato alla Vergine apparsa a Fátima nel 1917 presso la Cova da Iria dove appena 13 anni prima, nel 1930, la Chiesa cattolica ne aveva proclamato il carattere soprannaturale ed autorizzato il culto. il 16 maggio 1943 vi fu la solenne inaugurazione del cardinale arcivescovo di Torino Maurilio Fossati e del vescovo di Susa mons. Umberto Ugliengo, con la presenza di oltre diecimila pellegrini.
La statua lignea della Madonna di Fátima posta sulla colonna di pietra alla sinistra dell'altare fu fatta scolpire nel 1943 dai maestri scultori di Ortisei.
L'8 maggio 1949, ci fu la solenne incoronazione della venerata statua da parte di mons. Umberto Ugliengo alla presenza di una moltitudine di fedeli che avevano fatto dono della preziosa corona d'oro, simbolo di amore, gratitudine, fedeltà e speranza.
Nella stessa settimana, era avvenuto il tragico incidente di Superga con la scomparsa della squadra del Grande Torino, e la popolazione toccata da questo luttuoso avvenimento, volle far incidere all'interno della corona (ancora oggi conservata in altra sede) i nomi di tutti i calciatori periti nell'incidente.
Iniziò così il ciclo delle "Settimane in onore della Madonna di Fátima", ancora oggi celebrate a Sant'Ambrogio di Torino dove la statua della Vergine viene portata annualmente in processione il primo sabato di maggio, per una settimana di ritiro spirituale della comunità con giornate a tema e quattro popolari processioni. La domenica successiva la statua viene infine riportata al santuario di San Pietro in una processione lungo l'antica mulattiera, per riportarla nel santuario a lei dedicato.
Nell'anno 2017 in occasione del centenario delle apparizioni di Fátima, la statua della Madonna è rimasta straordinariamente da maggio ad ottobre nella chiesa di San Giovanni Vincenzo a Sant'Ambrogio di Torino per le celebrazioni di tutte le 6 apparizioni avvenute a Fátima (maggio-ottobre 1917).
Nel 2013 è stato ricordato il 70º anniversario della dedicazione della chiesa della frazione San Pietro a Santuario Nostra Signora di Fátima e della Via Crucis Sant'Ambrogio - San Pietro. Domenica 20 ottobre 2013 si è tenuta a Sant'Ambrogio la Via Crucis per ricordare questo 70º anniversario. 
Nel 2015 si è tenuto il 300º anniversario della benedizione della chiesa in frazione San Pietro, ricordato nel corso della locale festa di Sant'Anna la domenica 26 luglio 2015.

## Galleria d'immagini

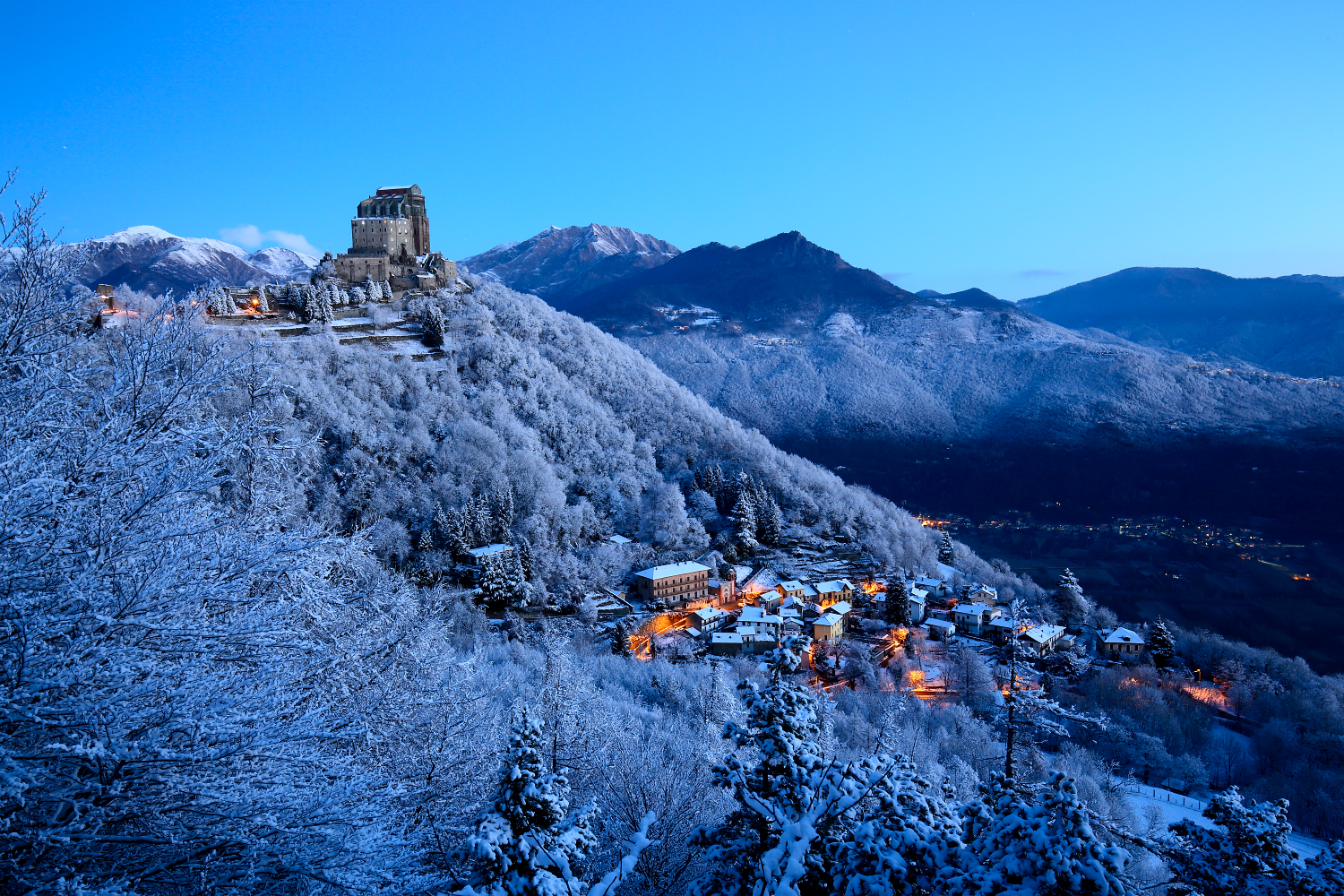
il Santuario di Nostra Signora di Fátima nella parte alta della Borgata San Pietro, sotto la Sacra di San Michele.
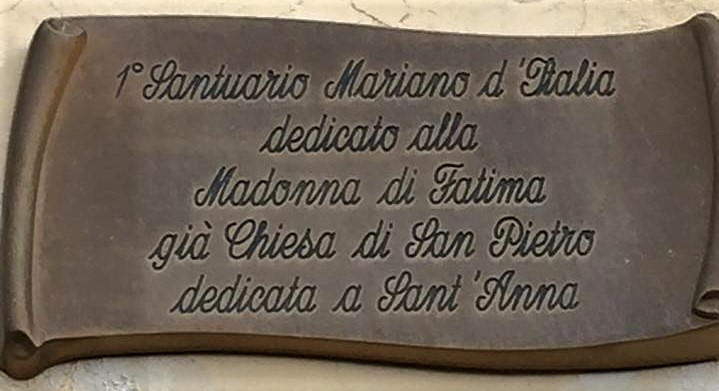
la targa ricorda che il Santuario dedicato dal 1943 a Nostra Signora di Fátima.
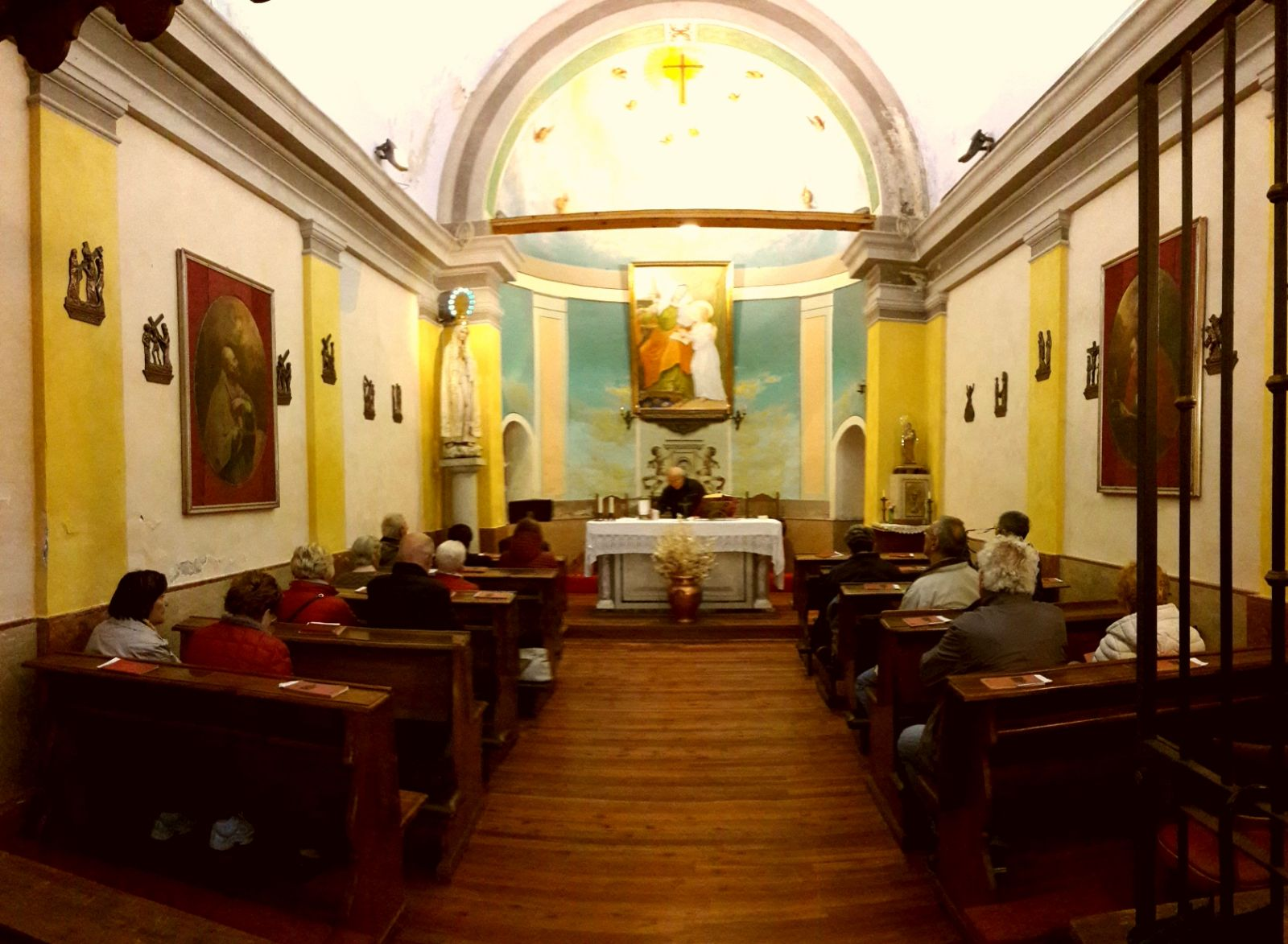
Interno del Santuario di Nostra Signora di Fátima.